# Nyanaponika
Nyanaponika ou Nyanaponika Thera (1901, Allemagne - 1994, Sri Lanka), né sous le nom de Siegmund Feniger, fut un moine (bhikkhu), traducteur et écrivain bouddhiste de la tradition theravāda.

## Biographie
Ses parents lui donnent une éducation traditionnelle juive. Vers la fin de son adolescence, il se tourne vers le bouddhisme. Après la lecture des écrits de Nyanatiloka, il souhaite se rendre en Asie et devenir moine. En 1935, fuyant les persécutions, il se rend avec sa mère à Vienne en Autriche rejoindre de la famille.
Il va s'installer en 1936 au Sri Lanka au monastère Island Hermitage (en) où il sera ordonné moine par Nyanatiloka. Du fait de sa nationalité allemande, il est interné avec ce dernier dans des camps au Nord de l'Inde entre 1939 et 1946, période durant laquelle, malgré les mauvaises conditions de vie, il continue ses traductions et commentaires de sutras du Canon Pali. Il retourne ensuite au Sri Lanka et obtiendra la nationalité.
En 1951, il s'installe à Kandy au Forest Hermitage où il restera jusqu'à sa mort. En 1958, il a co-fondé la maison d'édition Buddhist Publication Society (en). Il en sera rédacteur en chef jusqu'en 1984, puis président jusqu'en 1988.

### Ouvrages traduits en français
- Nyanaponika Thera, Initiation au bouddhisme, Albin Michel, coll. « Spiritualités vivantes », 1968, 224 p. (BNF 33119556, lire en ligne)
- Nyanaponika Thera, Satipaṭṭhāna : le cœur de la méditation bouddhiste, Adrien Maisonneuve, 1983 (réimpr. 2003), 223 p. (ISBN 2-7200-0999-7, BNF 37357681)Contient le texte traduit du Mahā-Satipaṭṭhāna-sutta du Bouddha et un choix de textes sur l'« attention juste » (sammā-sati), traduits du pali et du sanskrit.
- Nyanaponika Thera et Hellmuth Hecker, Les grands disciples du Bouddha : Sariputta, Mahamoggallana, Mahakassapa, Ananda, vol. 1, Claire Lumière, 2000, 284 p. (ISBN 2-905998-49-0, BNF 37105672)
- Nyanaponika Thera et Hellmuth Hecker (trad. de l'anglais), Les grands disciples du Bouddha : Anuruddha, Mahakaccana, femmes remarquables, etc., vol. 2, Saint-Cannat, Claire Lumière, 2000, 275 p. (ISBN 2-905998-50-4, BNF 37105706)
- Nyanaponika Thera (trad. Vén. Tawalama Dhammika), Les quatre états sublimes, Kandy (Sri Lanka), Buddhist Publications Society, 2001 (1re éd. 1958), 40 p. (lire en ligne)